# Naruto
Naruto (NARUTO - ナルト -?  romanizat NARUTO în Japonia) este o serie manga japoneză scrisă și ilustrată de Masashi Kishimoto, având și o adaptare anime. Personajul principal, Naruto Uzumaki, este un ninja adolescent, imprevizibil și hiperactiv, care este într-o constantă căutare de cunoaștere, visând să devină Hokage, un ninja recunoscut ca cel mai puternic dintre toți și liderul satului.
Seria manga a fost prima dată publicată de Shueisha în cel de-al 43 număr al revistei Japan's Shonen Jump. Volumul 36, al seriei manga, a fost vândut în 71 de milioane de copii în Japonia. Viz Media a publicat o versiune tradusă în revista American Shonen Jump. Naruto a devenit cel mai bine vândut manga a celor de la Viz. Până acum, primele 14 volume sunt valabile. În ordine pentru a fi în același pas cu anime-ul, Viz a lansat volumele 16-27 în perioada septembrie-decembrie 2007.
Prima serie animată din cele două serii anunțate, produs de Studio Pierrot și Aniplex, a avut premiera în Japonia pe TV Tokyo și pe postul satelit Animax pe data de 3 octombrie 2002, și se află și la această oră în cadrul programului TV. Naruto a debutat în Statele Unite în cadrul programului Toonami al Cartoon Network, la data de 10 septembrie 2005, iar în Canada pe YTV's Bionix pe data de 16 septembrie 2005. Naruto a început să fie vizionat în Regatul Unit pe programul Jetix pe data de 22 iulie 2006. A început de asemenea să fie difuzat pe Toasted TV pe data de 12 ianuarie 2007, în Australia, deși putea fi vizionat pe Cartoon Network în 2006. In Romania a fost difuzat începând cu data de 27 februarie 2007 pe canalul Jetix. Au fost difuzate 4 sezoane adica 104 episoade. Prima serie a durat 9 sezoane, numărând un total de 220 de episoade.
A doua serie numită Naruto: Shippūden și-a început primul sezon pe data de 15 februarie 2007, și a fost finalizată cu sezonul 21 pe data de 23 martie 2017.

## Subiectul
Cu doisprezece ani în urmă, Bestia Cu Nouă Cozi ce reprezenta o vulpe atacă satul ninja Konohagakure (cunoscut drept Konoha sau Satul Ascuns între Frunze). Destul de puternic pentru a provoca tsunami și a nivela munții cu o rotire a cozii sale, instaurează haosul și măcelărește mulți oameni, până când liderul satului Konoha – al Patrulea Hokage – își sacrifică propria viață pentru a sigila vulpea în corpul nou-născutului Naruto (care era fiul său). Al Patrulea Hokage, care a fost sărbătorit ca erou pentru sigilarea demonului, dorea ca Naruto să aibă parte de același respect din partea lor fiind "recipientul" în care demonului Vulpe este sigilat. Cu toate acestea, satul Konoha îl evită, privindu-l pe Naruto ca pe însuși demonul și tratându-l necorespunzător de-a lungul copilăriei sale. Al Treilea Hokage decretează ca nimeni să nu dezvăluie nimănui despre atacul Vulpii, nici măcar propriilor copii. Totuși, acest lucru nu i-a oprit să îl trateze ca pe un proscris, Naruto crescând orfan, fără prieteni și fără a fi recunoscut. Nu putea forța oamenii să se împrietenească cu el, atrăgând atenția asupra sa în modul lui propriu: farse și pozne. Acest lucru se schimbă după ce Naruto devine absolvent al Academiei Ninja, folosind Tehnica Umbrei, o tehnică dintr-un pergament interzis, pe care a fost păcălit să-l fure pentru a își salva profesorul, Iruka Umino, de renegatul Mizuki. Acea întâlnire îi dezvăluie lui Naruto că este purtătorul demonului Vulpe și că, pe lângă Al Treilea Hokage, mai există cineva căruia îi păsa de el și îi accepta prezența. Absolvirea de la academie îi deschide calea spre evenimentele și oamenii care îi vor schimba și defini lumea, inclusiv calea de a fi un ninja, pentru restul vieții sale. De-a lungul seriei, se pune accent pe dezvoltarea personajelor, cu puține lucruri întâmplătoare. Mai întâi, accentul se pune pe Naruto, Sasuke și Sakura, membrii Echipa 7.

## Personaje

### Hatake Kakashi
Hatake Kakashi este unul dintre personajele principale ale seriei, un shinobi de nivel jonin din Konoha și liderul echipei 7. El este cunoscut în întreaga lume shinobi datorită Sharingan-ului său, fiind cunoscut ca și un "ninja copiator". Kakashi este văzut ca un geniu natural, evidențiat prin creșterea sa meteorică prin rândurile de ninja, absolvind Academia la vârsta de 5 ani și devenind Chunin la vârsta de 6 ani, având și un mare statut ca ANBU. Kakashi se bazează pe stăpânirea ninjutsului, având un vast arsenal datorită Sharingan-ului sau, fiind remarcat că a copiat peste 1.000 de tehnici, numărul acestora crescând. Față de numărul de tehnici pe care le stie, Kakashi este un expert in transformarea naturii, avand o aginitate pentru Lansarea de Fulger, afinitate stapanita inainte de a deveni jonin. 
Capacitatea cea mai dinstinctiva a lui Kakashi este sharinganul sau, care a fost initial o parte din Obito. Pentru ca el nu este un Uchiha, Kakashi nu este in masura sa dezactiveze sharinganul, tinand ochiul acoperit pentru a nu folosi o cantitate masiva, care i-ar provoca o sedere obligatorie in pat. Acesta si-a trezit Sharinganul Mangekyo dupa uciderea neintentionata a colegei sale de echipa, Rin. Cu toate acestea, Kakashi poate efectua Kamui, o tehnica care creeaza o bariera spatiu-timp, in forma de vartej gol care absoarbe orice obiectiv care se axeaza pe ochii sai, intr-o alta dimensiune si de asemenea, poate sa-l aduca inapoi la o noua locatie. Fiind un ninja care simbolizeaza versatilitatea, expertiza lui Kakashi nu se limiteaza doar la cele 3 seturi de competente ninja, fiind renumit pentru abilitatile sale de urmarire, afisand o competenta de supravietuire si asasinare. El are posibilitatea de a convoca 8 caini ninja care il ajuta si pentru depistarea indivizilor.

### Echipa 7
Naruto Uzumaki
Naruto este principalul protagonist al seriilor cu acelasi nume, este un ninja din satul Konoha, care visează să devină Hokage. Datorita faptului ca este gazda vulpii cu noua cozi, este evitat de ceilalti sateni. El compensează acest lucru cu personalitatea sa și pe parcursul seriilor, reușește să se împrietenească cu alti ninja din satul Konoha și din alte sate. Are o relatie foarte apropiată cu colegul lui ninja, Sasuke Uchiha, tratându-l ca pe un frate. Naruto este foarte ambițios,copilăros,independent,prietenos și foarte încapătânat. In seria Shippuden, el se intoarce in Konoha dupa o absenta de 2 ani si jumatate, devenind mai puternic si mai matur in fiecare zi, si se apropie din ce in ce mai mult de cele 2 scopuri prinicipale: Sasuke si titlul de hokage.
Fiind un descendent al clanului Uzumaki, Naruto a mostenit o incredibila forta de viata, acest lucru ii da o rezistenta extraordinara, vitalitate si o viata foarte lunga. In ciuda varstei sale tinere, Naruto are o rezerva masiva de chakra deosebit de puternica iar cu cat a inaintat in varsta, rezervele sale au crescut foarte mult, ajungand in punctul in care a suferit formarea senjutsului si introducerea Modului Eremit. In timpul celui de-al Patrulea Razboi Ninja, Vulpea cu Noua-Cozi a remarcat ca Naruto este singura persoana care se poate sincroniza complet cu chakra sa, din cauza ca a fost Jinchuriki inca din copilarie, precum si descendenta lui. In plus, Noua-Cozi a fost impresionat ca Naruto are capacitatea de a modifica aceasta chakra pentru a se potrivi si cu a altor shinobi, nefiind usor, deoarece fiecare persoana are trasaturi proprii. Kakashi a remarcat ca atunci cand, in comparatie cu chakra prin transfer de la Vulpe in sine, versiunea lui Naruto este mult mai densa si robusta. Cand aceasta chakra a fost transferata, shinobi au castigat Versiunea 1-pelerine care le invaluie corpul/organismul. Chakra lui Kurama ii oferea lui Naruto o vindecare accelerata (recuperarea de leziune minore in termen de secunde iar cele majore in termen de 1 zi). Modul chakrei lui Noua-Cozi este o forma castigata in urma separarii si sigilarii lui Kurama/Noua-Cozi de chakra sa. In aceasta forma, Naruto prezinta o viteza exceptionala si rezistenta.
Ca si predecesorul sau, Mito Uzumaki, Naruto a castigat capacitatea de a simtii emotiile negative. El poate folosi chiar giulgiul pentru a crea arme chakra care pot fi folosite pentru o gama mai mare de atacuri, precum si o mai mare dexteritate si manevralitate a stilului de lupta, fără utilizarea Clonelor Umbrei. In cele din urma, Naruto a castigat cooperarea cu Kurama si accesul la puterea deplina. Naruto poate efectua transformari partiale, manifestand un brat de chakra gigant sau capul lui Kurama pentru a bloca un atac sau pentru a trage o minge a Bestiei cu Coada. Naruto a insusit Rasenganul  intr-o masura pe care el o poate face aproape instantaneu.Văzând acestea, Kakashi , sensei-ul sâu i-a dezvăluit că chakrasa este de vânt. El este capabil sa creeze un Rasengan fără clona, precum si posibilitatea de a forma si exercita un Rasenshuriken in fiecare mana. Naruto a invatat transformarea naturii pentru a imbunatati Rasenganul, pe care l-a realizat cu Lansarea de Vant: Rasengan si apoi prin crearea Rasenshurikenului, combinand niveluri maxime de forma si de manipulare a naturii, considerata imposibila fără talent natural.
Rasenshurikenul este capabil sa felieze victima si sa-i taie la un nivel celular mai rapid decat vederea Sharinganului. In modul chakrei lui Noua-Cozi, Naruto poate crea un mini-Rasenshuriken cu ajutorul a doua mici brate chakra pe degetul aratator. Cu puterea chakrei lui fiind atat de mare, el este capabil sa se extinda pentru a include acelasi senjutsu. Naruto a invatat acest lucru la Muntele Myoboku, aratand o aptitudine chiar mai mare decat Jiraiya si in cele din urma, a invatat cum sa intre perfect in Modul Eremit. Pentru a realiza acest lucru, el a trebuit sa invete sa adune energie naturala in jurul lui si in echilibru perfect cu propria lui chakra.
Sakura Haruno
Sakura Haruno este singura membră feminină a Echipei 7. In copilarie, Sakura a fost ironizată de ceilalți copii datorită frunții sale mari, însă atenuată de Ino Yamanaka. Pe măsură ce cele două se maturizează, fetele continuă să se distanțeze datorită sentimentelor împărtășite pentru Sasuke Uchiha. Pe parcursul părții întâi, Sakura este indragostita de Sasuke și izbucnește în fața avansurilor lui Naruto. După ce Sasuke părăsește satul, ea devine mai puternică antrenându-se cu Tsunade, care vede in ea un mare potential si chiar crede ca ar putea-o depasi. La inceputul seriei, abilitatile lui Sakura ca ninja au fost mai mici decat ale colegilor ei de echipa, Sasuke si Naruto, cea mai mare putere a ei fiind inteligenta. Dupa 2 ani si jumatate de formare alaturi de Tsunade, abilitatile ei au crescut foarte mult. Aptitudinile ei in alte domenii au crescut iar impreuna cu abilitatile fizice, Sakura a mostenit rezistenta si dispretul de a pierde. Datorita controlului ei chakra excelent, Sakura a fost remarcata de a avea o aptitudine naturala pentru genjutsu.
La scurt timp dupa inceperea primei misiuni, Sakura a descoperit ca are un control excelent asupra chakrei, avand o abilitate innascuta de a folosi tehnici de eficienta maxima fără a pierde chakra. Kakashi a subliniat ca abilitatea ei de a aduna chakra de la fiecare parte a corpului si apoi folosind-o cu mare sincronizare a făcut-o superioara coechipierilor sai, in acest sens. In Al Patrulea Razboi Ninja, a pastrat chakra concentrand-o intr-un punct de 3 ani, dezvoltand astfel propriul ei Sigiliu Yin, pe care nu trebuie sa-l foloseasca ca sa arate tanara, spre deosebire de Tsunade. Sigiliul ei este mai mare decat a lui Tsunade. Cu controlul ei excelent asupra chakrei, Sakura s-a transformat intr-un excelent medic ninja si a aratat ea insasi ca este in masura sa vindece rani mortale cu un efort relativ mic, chiar si atunci cand medicii mai experimentati considera ca este o cauza pierduta. Ea a demonstrat, de asemenea, cunostinte vaste de otravuri si o cunoastere aprofundata de medicamente pe baza de plante, precum si alte substante chimice, cum ar fi gazele puternice. Sakura poate ajuta cu autopsii, asa cum se vede atunci cand ea si Shizune au efectuat o autopsie pe un Zetsu Alb in timpul celui de-Al Patrulea Razboi Ninja, avand cunostinte despre celule si ADN. In partea a II-a a seriei, abilitatile sale in taijutsu au crescut extraordinar datorita antrenarii cu Tsunade. Prin construirea si eliberarea chakrei, Sakura poate demola sau distruge un obstacol cu lovituri puternice. Puterea ei, impreuna cu expertiza medicala si frumusetea, au facut-o pe Sakura sa fie vazuta ca pe o versiune mai tanara a lui Tsunade. Caracteristica originala care o defineste este inteligenta ei.
Sakura are un talent deosebit pentru observare si analiza, utilizate pentru a depasi cele mai mari forme de inselaciune. Inteligenta exceptionala si abilitatile dornice de observare s-au imbunatatit in timpul antrnarii cu Tsunade, invatand-o sa citeasca si sa descifreze tiparele atacurilor dusmanilor si sa actioneze in consecinta. Ca rezultat, ea ar putea citi modele complexe a atacurilor adversarului. In seria Shippuden, Sakura arata niste abilitati cu efecte inalte si o atitudine mai degajata fata de Naruto. De asemenea, devine si lidera grupului de medici ninja.

#### Sasuke Uchiha
Sasuke Uchiha este printre puținii membri în viață ai clanului Uchiha, datorită faptului că fratele său, Itachi Uchiha, si-a omorat clanul. Datorită acestui lucru, Sasuke crește cu o personalitate rece, având ca dorință uciderea fratelui său mai mare. Interacțiunile sale cu membrii echipei, mai ales cu Naruto Uzumaki, îl fac să se concentreze mai puțin la răzbunare, însă întâlnirea cu Itachi, care îl lasă pe Sasuke învins mental și fizic, îl determină pe Sasuke să plece din sat și să caute mai multă putere din partea criminalului Orochimaru. Dupa 3 ani, Sasuke realizand ca nu mai are ce invata de la Orochimaru, il ucide si recruteaza o echipa,Hebi,formata din Suigetsu Hozuki , Karin Uzumaki si Jugo Bipolar, pentru a-l gasi pe Itachi. Mai tarziu, il gaseste pe Itachi iar dupa ce se lupta Sasuke scapa De Semnul Blestemat si Itachi moare.Fiind urmariti de Zetsu acesta il duse pe Sasuke la Tobi si afla ca a fost fortat pentru siguranta satului sa isi omoare familia, in urma acesteia el are ca scop si dorinta distrugerea Satului Ascuns intre Frunze.
Inca de la inceputul seriei, Sasuke a aratat un nivel ridicat de viteza a reflexelor, fiind primul dintre colegii sai genini care i-a contraatacat pe Fratii Demon dar capacitatile sale au crescut foarte mult si in timpul seriei Shippuden. Un aspect important a cresterii sale ca shinobi in partea a II-a este achizitionarea Sigiliului Blestemat al Cerului care a fost primit de la Orochimaru ca un cadou, in scopul de a-l cauta pentru putere. Initial, sigiliul avea sa-l copleseasca si sa se activeze daca isi foloseste foarte mult chakra dar el a fost in masura sa-l controleze cu mare atentie. Stiind ce urma sa se intample, Kakashi a suprimat sigiliul si l-a sfatuit pe Sasuke sa nu se bazeze pe puterea acestuia dar cu toate acestea, frustarea l-a făcut sa il foloseasca in lupte. Cand este activat, Sigiliul Blestemat ii absoarbe chakra, in timp ce este inlocuita cu senjutsul lui Orochimaru care ii acopera corpul cu un model de flacara, care ii acorda o serie de beneficii, cum ar fi sporirea capacitatii a chakrei, precum si cresterea puterii, vitezei si rezistentei. In timpul formarii sale cu Orochimaru, Sasuke a devenit capabil sa convoace serpi din diferite dimensiuni pentru a-l ajuta in lupta, fiind ascunsi si in manecile sale pentru a-si lega sau lovi adversarii.
Ca membru a Clanului Uchiha, Sasuke are o mare competenta in manipularea focului, stapanind de la varsta de 7 ani Lansarea de Foc: Tehnica Minge de Foc. Dupa ce a aflat ca Sasuke poate manipula Lansarea de Fulger, cu scopul de a-l descuraja sa foloseasca Sigiliul Blestemat, Kakashi l-a invatat Tehnica Chidori, facandu-l mai eficient atunci cand il combina cu Sharinganul. Sasuke este un membru al Clanului Uchiha care poseda un unic kekkei genkai, numit sharingan care ii permite sa analizeze si sa anticipeze miscarile adversarilor si putand sa copieze tehnicile celorlalti dar si sa vada fluxul chackrei si sa arunce iluzii puternice. In partea a II-a, acesta isi foloseste genjustul cu regularitate care au crescut considerabil, fiind capabil sa-si hipnotizeze cu usurinta adversarii, paralizandu-si tintele si sa-l controleze pe cel mai mare sarpe,  Manda. Sasuke si-a primit Sharinganul Mangekyo de la fratelesau mai mare,Itachi . Utilizand Sharinganul Mangekyo pentru o lunga perioada de timp, vederea lui Sasuke este redusa treptat, facandu-l sa experimenteze o mare durere si cauzandu-i o oboseala extrema, precum si cauzarea hemoragiilor la ochi la fiecare utilizare.
In urma achizitiei Sharinganului Mangekyo Etern, utilizarea doujutsului sau a altor tehnici asociate nu ii scurg sanatatea fizica sau rezervele de chakra. Treptat, Sasuke a continuat sa se scufunde mai adanc in intuneric, chakra sa fiind vizibil intunecata. Dupa absorbtia lui Orochimaru, Sasuke a avut acces la puteri regenerative care ii permite sa se vindece intr-un mod rapid.
Sai
Sai  este introdus în timpul părții secunde a seriilor ca un înlocuitor al lui Sasuke Uchiha. Fiind un membru al ANBU Root, încă de când era un copil, Sai a fost antrenat să nu aibă sau să își dorească orice tip de emoție sau prietenie. După perioada petrecută cu Naruto, el începe să creeze legături cu ceilalți oameni, lucru care a devenit principalul său rol în serii. Cand nu incearca sa se imprieteneasca, Sai picteaza producand mii de picturi. Talentele sale artistice se extind la abilitatile sale de lupta, astfel incat orice picteaza pe un pergament care il poarta asupra lui este insufletit.

#### Yamato
Yamato  este prezentat în timpul părții secunde a seriilor ca înlocuitor al lui Kakashi Hatake. Dupa reîntoarcerea lui Kakashi, el stă în echipa în pozitie de conducător secund. Deși "Yamato" este un nume de cod desemnat pentru ca acesta să fie inclus în Echipa 7, el îl consideră ca un nume opus celui real, Tenzo. La început, Yamato a fost doar un experiment creat de Orochimaru, prin care a încercat copierea abilităților unice ale Primului Hokage. Orochimaru a fost forțat să paraseasca satul Konoha înainte să își termine experimentul, neștiind că Yamato a obținut cu succes tehnicile Mokuton ale Primului Hokage. Când sunt folosite, Yamato poate să formeze orice din lemn la simpla dorință, nefiind greu să creeze case pentru a putea "locui" cât timp sunt plecați undeva. Mokuton îi permite lui Yamato să suprime influența unei bestii cu coadă asupra unei gazde. Acesta este principalul motiv pentru care a fost luat în Echipa 7, fiind cel care poate sa îl oprească pe Naruto dacă demonul cu nouă-cozi din el scapă de sub control. În "Naruto: Shippūden", Yamato este dublat de Rikiya Koyama.Este născut pe 10 august ,  în zodia leului.

### Inamici

#### Orochimaru
Orochimaru  este unul dintre cei mai importanți antagonisti din seria Naruto. pentru a accentua rolul lui de ticălos, Kishimoto a muncit pentru a-l face să para "pastos si bolnavicios", parte a subiectului sau de a distinge ticăloșii de protagoniști. În serii, Orochimaru este un ninja format în Konoha și fostul student al celui de-al Treilea Hokage. În timpul șederii sale în sat s-a distins ca unul dinte cei mai puternici ninja ai satului alaturi de echipa sa (Jiraiya si Tsunade). Dorința sa de a obtine nemurirea îl îndeamnă să conduca experimente alaturi de alți ninja din Konoha, și după ce fuge din oraș se alatură unei organizații criminale. Dupa ce părăsește Akatsuki dupa un incident cu Itachi Uchiha, el își fondează propriul sat ninja (Satul Ascuns în Sunet) în speranța că va putea distruge fosta sa casă (Satul Ascuns între Frunze). Tehnica sa pentru nemurire implică transferul constient între diferite corpuri gazdă și dorința sa de a avea o noua gazdă, în special Sasuke Uchiha, este una din motivațiile care îl conduc de-a lungul seriilor. Din cauza diferitelor corpuri gazdă și a distincțiilor pe care el si le însușeste, pentru Orochimaru a fost utilizată o întreagă panoplie de voci; corespondentul vocii sale în Japonia a fost Kujira, iar cel englezesc a fost Steven Jay Blum.

#### Madara Uchiha
Madara Uchiha a fost un ninja legendar  provenit din clanul Uchiha. După ce s-a aliat cu rivalul său, Hashirama Senju și clanul Senju, el și clanul său a ajutat la fondarea Satului Ascuns intre Frunze. În cele din urmă a ajuns la un impas cu Hashirama, și a fugit din sat. El mai târziu a fost aparent ucis de rivalul său de la batalia de la Valea Sfarsitului, dar, de fapt, s-au ascuns pentru a incepe sa comploteze, cunoscut sub numele de Planul Ochiul Lunii, care a fost continuată de Obito Uchiha care au aderat mai târziu. Madara a fost în cele din urmă reanimat de Kabuto Yakushi, in timpul celui de al patrulea razboi shinobi, și devine unul dintre principalii antagoniști din serie. Acesta deține cea mai mare putere din seriarul Naruto

#### Akatsuki
Akatsuki (Zori de zi sau Zorii dimineții) este o organizație de 9 ninja criminali ce furnizează principalii antagoniști ai seriilor. Țelul organizației, definită de liderul ei Pain( Nagato ), este dominarea lumii, pe care plănuiesc să o săvârșească capturând bestii. Membrii acestei organizații sunt ninja care si-au abandonat satele, și sunt considerați de fostele lor sate ca fiind o clasă a criminalilor, cei mai periculoși și căutați ninja din universul "Naruto". Încă de la începuturi, Akatsuki este compusa din zece membri, care operează în doua celule și au haine similare, manta neagră cu nori roșii și guler înalt. Din partea a doi membrii Akatsuki (Itachi Uchiha si Kisame Hoshigaki) a existat o încercare de a captura Vulpea cu noua cozi, organizația nu este proeminent prezenta în prima parte. În Partea II ei au mai multe activități, îl capturează pe Gaara și îi extrag bestia cu o coada, pe Shukaku, și muncesc mai departe pentru a captura și celelalte bestii cu coadă.
Dupa moarte lui Pain, Akatsuki ramane cu trei membrii : Hoshigski Kisame, Zetsu iar ca lider Uchiha Madara, un ninja de varsta primului Hokage pe care toata lumea il credea mort si care de asemenea a invocat cu puterea Sharinganului Vulpea cu 9 cozi. Acestia mai au de captura inca 2 Bijuu si anume pe 8 si pe 9 cozii.Ei doresc s-al invie 10 cozi. Membri lucreaza in perechi.
Organizatia Akatsuki este formata din:
Yahiko:
-A fost cel care a infiintat Akatsuki.A copilarit impreuna cu Nagato si Konan in Satul Ploii ,in vremea celui de-al Treilea Razboi Ninja. Cei trei se intalnesc cu Legendarii Sannini ( Jiraya, Orochimaru si Tsunade , fostii elevial celui de al treile Hokage)unde sunt hraniti de ei cu biscuiti, iar apoi lasati in urma, dar cei trei Legendari sannini sunt urmaritisi in semn de bunatate Konan ofera o floare facuta din ambalajul biscuitilor(tehnica lui Konan era Jutsu Origami),Jiraya ramane sa ii antreneze pentru a supravietui razboiului.
```
Pain(Nagato)
```

Este din Amegakure sau Satul Ploii. Este unicul care are abilitatea genetica oculara Rinnegan, care se zice ca este cea mai puternica din toate . Se zice ca aceasta abilitate a avuto si cel care a fondat toate tehnicile ninja. Rinneganul inca nu se intelege bine ce putere are, la moment stim ca ii permite lui Pain sa aiba mai multe corpuri(unul din ele fiind chiar corpul unu bun amic din copilarie), orice corp este numit dupa "Cele 6 cai a reincarnarii" din Budism - Animal, Naraka, Asura, Deva, Uman, Preta si le poate evoca cand doreste. Toate corpurile au parul portocaliu, ochii tipici cu Rinnegan si diferite piercing-uri pe corp, ce pare ca functioneaza ca niste transemtitori de chakra si informatie, ele mai au o vedere comuna cu fiecare corp, adica Pain vede tot ceea ce vad toate corpurile impreuna. Fiecare corp este specializat intr-o arta ninja anume, unul e puternic in taijutsu, altul in invocari, altul absoarbe ninjutsu etc. Corpurile se pare ca pot fi inlocuite in caz ca sunt omorate, cum de exemplu a fost inlocuit corpul celui ce facea invocari cu a unei fete. Corpurile erau controlate de catre Nagato Uzumaki. El a murit iar Konan,prietena lui din copilarie, l-a ingropat sub apa pentru ca Tobi(Obito Uchiha, fostul coechipier al lui Kakashi, care dupa asa zisa moarte a fost ajutat de Madara sa revina si sa se razbune)sa nu ii fure ochii.
Itachi Uchiha
- este fratele lui Sasuke, primul din Akatsuki despre care auzim si pe care il vedem. Din Konoha, este un geniu nemaivazut din clanul Uchiha,a putut obtine ochiul Mangekyou Sharingan. Pentru a obtine asta a trebuit sa omoare pe cel mai bun prieten al sau. El se zice ca a omorat tot clanul Uchiha, lasandu-l doar pe Sasuke, insa exista posibilitatea sa mai existe supravietuitori. Totusi se zice ca Itachi in realitate a dorit sa protejeze pe toti, adica, consilierii din Konoha au crezut ca atacul lui Kyuubi de 16 ani in urma a fost cauzat de Madara sau un Uchiha in general, unicii ce ar putea controla asa demon, si dorind sa evite o asemenea catastrofa pe viitor i-au ordinat lui Itachi sa-si asasineze clanul, stiind ca Itachi era un ninja foarte fidel Satului Ascuns între Frunze, si fiind unul ce a trecut prin razboi,avea o logica asemuita unui Kage la varsta de doar 7 ani.Deci, Itachi a acceptat misiunea, doar cu o conditie, sa-l lase in viata pe Sasuke,dar acesta sa nu stie ca de fapt la salvat,a vrut sa-l urasca si sa-l dispretuiasca,ca apoi sa vina sa-l razbune,pentru a deveni un erou.Danzou nu era de acord cu faptul de a-l lasa pe Sasuke viu, dar Itachi a amenintat ca va distruge tot satul in caz ca cineva il va atinge.
A intrat in Akatsuki pentru a-l tine sub ochi pe Madara.El are cele 3 abilitati legendare a ochiului sau MS, adica Tsukuyomi - o iluzie mentala provocata doar cu privirea, din care este imposibil de iesit, el te poate transporta intr-o dimensiune mintala unde sa-ti faca ceea ce doreste, si unde o secunda trece de parca ar o zi. Amaterasu, un foc negru al infernului,care nu se stinge pana nu arde de tot ceea ce atinge, acest foc e capabil sa arda tot, chiar si focul insusi.Susanoo, un demon al razboiului il invaluie pe Itachi si il apara de orice primejdie, el are in mana stanga un scut care il apara de orice atac, iar in mana dreapta are o sabie fermecata cu puteri de sigilare, oricine e atins de acea sabie este absorbit de ea. Itachi a murit in lupta cu fratele sau Sasuke, dar adevarul despre el inca trebuie aflat.Este in pereche cu Kisame.
Kakuzu
- este unul din cei mai batrani ninja din Akatsuki, impreuna cu Madara. Era inca pe timpul Primului Hokage cu care se lauda ca a luptat. Este din Satul Cascadei. E un ninja foarte inteligent care poate manipula toate 5 elementele. El are 5 inimi, si fiecare din aceste inimi genereaza un tip anume de chakra elemental cu care el face tehnici elementale de nivelul S. Practic are 5 vieti fiindca pana nu-i distrugi toate inimile el nu moare. Corpul sau nu pare sa aiba organe, este plin de fibre si cusaturi, unicele organe sunt inimile sale. Cand se lupta in serios cu un adversar mai periculos are niste masti cusute pe spate care iese afara si formeaza niste gramezi de fibre cu o inima la mijloc, ele se lupta pe cont propriu dar sunt controlate de Kakuzu, in asa mod el poate face pana la 5 atacuri in contemporan. A murit impotriva echipei din Konoha unde erau Kakashi, Naruto, Ino, Choji si Sai. Lovitura finala a fost data de Naruto cu Rasenshurikenul. Era in pereche cu Hidan.
Orochimaru
- este unicul membru care a abandonat orgnizatia si care doreste sa o distruga. Este din Konoha(Satul ascuns intre Frunze) si este unul din cei 3 Sannini Legendari. Nu se stie bine motivul pentru care a abandonat Akatsuki, dar se presupune la moment ca el a abandonat dupa ce a incercat sa-i ia corpul lui Itachi, care i-a rupt o mana si l-a invins cu un genjutsu. Orochimaru este un ninja foarte puternic si inteligent, era mereu obsedat de cunoaste cat mai multe tehnici si nu se limita de nici o etica sau morala, el experimenta orice fel de tehnica chiar si daca aceasta era un "kinjutsu" adica o tehnica interzisa fiindca considerata periculoasa. Cu ajutorul experimentelor sale el a inventat tehnica cu care isi schimba spiritul in alte corpuri, obtinand asa o viata aparent mult mai indelungata sau poate infinita atata cat gaseste un corp de schimb. El de asemenea poate invoca spiritele mortilor si le poate pune in alte corpuri si le foloseste ca invocari, asa precum a făcut cu Shodaime si Nindaime (Primul si Al Doilea Hokage). Orochimaru mai are la dispositia sa o sumedenie de tehnici legate de serpi, invocarea lor printre care si Regele Serpilor-Manda, una din cele 3 bestii legendare ce apartin doar Sannini-lor. Ca protectie Orochimaru are si tehnica Rashoumon, care este un perete enorm si extrem de rezistent ce se poate invoca.A fost in pereche cu Sasori inainte sa abandoneze Akatsuki
Sasori
- este un ninja din Satul Nisipului(Suna). Este cel mai expert marionetist din lume si este obsedat de marionetele sale. Scopul sau era sa devina o marioneta de lupta perfecta, care sa nu aiba emotii, si sa nu simta durere, dar se declara singur ca un lucru incomplet, fiindca mai are totusi un nucelu viu care ii genereaza chakra sa. Deci forma reala a lui Sasori este o marioneta, plina de arme si mecanisme periculoase ascunse in corp. De obicei el merge mereu ascuns in alta marioneta mai groasa, Hiruko. Sasori este unicul care reuseste sa creeze marionete folosind ca baza persoanele vii, in acest mod folosind acele marionete poate folosi si abilitatile si chakra care o aveau persoanele originale. Asta i-a permis sa aiba o arma extrem de puternica ca Sandaime Kazekage (Al Treilea Kazekage), e l-a invins intr-o lupta pe Al Treilea Kazekage, care se zice ca era cel mai puternic din Suna, si l-a transformat in marioneta sa cea mai buna. Sandaime Kazekage avea o abilitate genetica care ii permitea sa controleze campurile magnetice si nisipul de fier, cu acest nisip el isi creeaza orice tip de arma. Inafara de el Sasori mai are peste 250 de marionete din care poate folosi pana la 100 in acelasi timp. Ultima si poate cea mai periculoasa arma a lui Sasori este veninul sau care este prezent in orice arma a marionetelor sale, destul o mica zgaraietura pentru a fi paralizat, moartea  vine peste 3 zile daca este in faza de „asteptare”. A fost in pereche cu Orochimaru la inceput, si pe urma cu Deidara. A fost primul membru Akatsuki care a murit intr-o lupta crancena cu Sakura si bunica sa, Chyo.
Deidara
- este un ninja din Satul Pietrei, Iwa. O persoana care se considera un artist si care doreste ca orice atac al sau sa fie o opera de arta cat mai...EXPLOZIVA. Abilitatea principala a lui Deidara este sa creeze explozive. El are niste gauri sub forma de gura in palmele mainilor cu care mesteca argila, si le imbiba de chakra sa. Cu aceasta argila el isi creează diferite statui  si le arunca spre dusman care explodeaza la contact. Aceste statui pot fi de diferite tipuri, mici, mari, enorme, pot fi zburatoare, pot fi niste insecte care se misca spre dusman, pot fi o pasare enorma care il poarta  pe Deidara in spate. Deidara este un tip foarte mandru si nu accepta asa usor sa piarda, pentru asta el are o ura nespusa fata de Itachi Uchiha care l-a batut in trecut in cateva clipe, si de asemenea il uraste nespus si pe Orochimaru pe care doreste sa-l ucida cu mainile sale, desi motivul nu este clar. El il respecta si il considera un maestru pe colegul sau Sasori, care tot se considera un artist, numai ca diferenta intre ei este ca Sasori crede ca adevarata arta este cea care ramane cat mai mult in timp, iar Deidara dimpotriva crede ca arta este o Explozie. Deidara totusi are o slabiciune mare, adica toate tehnicile sale se bazeaza pe Doton, cine are elementul opus ar putea gasi un mod de a-l bate, asa cum a făcut Sasuke cu elementul sau fulger sau foc. Tehnicile lui Deidara se inspira la numele unor dinamite, C2, C3, C4. Ultimul si cel mai puternic atac al lui Deidara este autodistrugerea sa, el are o gura cusuta si pe piept care mananca argila si isi concentreaza tot corpul intr-o unica sfera care se autodistruge creand o explozie enorma cu o raza de 10 KM. A fost in pereche cu Sasori inainte si cu Tobi dupa asta. A murit impotriva lui Sasuke.
Hidan
- Un ninja care inca nu se intelege bine din ce sat provine,insa se presupune ca este din Satul Ascuns In Iarba. Hidan este imortal. Este un fanatic religios si se inchina unei divinitati, Jashin, care impune sa omori cat mai mult. El are ca unica arma o coasa cu 3 capete, dar scopul acestei arme nu este sa te loveasca sau sa te ucida, ci e destul sa-ti ia putin din sangele tau,  cu acest sange incepe un ritual Vodoo . In acest ritual el deseneaza jos un simbol rotund cu un triunghi si atat cat este inauntrul acelui simbol el devine ca o papusa Vodoo si aspectul sau devine scheletric. El bea sangele dusmanului si isi strapunge parti a corpului propriu, dar efectul va fi simtit de cel carui  i-a baut sangele cu diferenta ca Hidan nu poate muri, in timp ce victima, da. Dar Hidan are un defect grav, e naiv si se enerveaza usor, asta i-a permislui Shikamaru sa-l distruga desi avea mai putine abilitati periculoase. Este perechea lui  Kakuzu, de asemenea acestia doi sunt numiti si fratii zombi fiindca au un stil de lupta si aspect ce aduce aminte de zombi. In lupta, deseori ei colaboreaza agresiv fiindca Hidan il lasa pe Kakuzu sa-l foloseasca ca amegeala si sa atace la maxim fiindca chiar si daca este lovit Hidan nu moare, iar daca pierde vreo parte a corpului Kakuzu o coase la loc cu fibrele sale.
Kisame
Este un ninja din Satul Cieții. Face parte si din grupul Celor 7 Spadasini ai Cietii, sunt niște ninja extrem de puternici ce folosesc o anumita spada in lupta. Fiecare Spada are calitati particulare. Zabusa era si el unul din acesti Spadasini. Kisame are aspectul albastru, asemanator unui rechin. Se zice ca are cea mai mare rezerva de chakra din toti mambrii Akatsuki, si de asemenea este unicul dupa Nindaime (Al Doilea Hokage) care reuseste sa foloseasca orice tehnica Suiton (de apa) intr-un ambient fără de apa. El poate invoca cantitati enorme de apa in grad sa schimbe complet teritoriul de lupta si sa-l modifice dupa necesitatile sale. El de asemenea are multa putere fizica. Spada sa se numeste Samehada, si are aspecutl ca al unor solzi de rechin, este foarte taioasa, poate sa rupa suprafata care o atinge, insa cea mai periculoasa abilitate a aceste spade este faptul ca absoarbe chakra la contact fizic cu dusmanul, care se acumuleaza din nou in Kisame. Aceasta spada il recunoaste doar pe el si nimeni nu o poate manui inafara de Kisame ins in partea a doua ajunge sa fie manuita de fratele lui Raikage,cel care detine bestia cu Opt Coazi. Are un raport de stima si admirare fata de Itachi. Este in pereche cu Itachi si a fost unul din primii membri Akatsuki ce a aparut in manga.
Zetsu
- este o creatura formata de catre Madara cu ajutorul Tehnicilor Yin si Yang,la baza caruia stau celulele lui Hashirama. Este compus din doua jumatati,una alba ce are proprietatea de a forma o infinitate de clone, si una neagra in care Madara si-a pus "vointa",partea neagra nu poate face clone. Rolul sau principal la moment e sa fie spion si sa urmareasca orice lupta dintre membrii Akatsuki. Se supune direct lui Tobi, desi uneori a jucat rolul supusului lui Pain. Mai are un obicei straniu de a manca cadavre. De asemenea el poate trece prin obiecte. Este unicul membru Akatsuki care nu are o pereche, poate pentru faptul ca sunt "doi in unul"  .In partea a doua este folosit ca armata in Cel de-al Treilea Razboi Ninja, avand in vedere ca se poate inmulti el are un corp sub forma de clei.
Konan
- este unica femeie ninja din Akatsuki. Este din Satul Ploii ca si Pain/Nagato. Ea este prietena din copilarie cu Pain/Nagato si Yahiko,a fost impreuna cu ei antrenata de mica de Jiraya. Ea foloseste in lupta doar hartia si e specializata in origami, orice tehnica a sa se bazeaza pe origami si foi de hartie si isi descompune si corpul sau in hartie.  Este in pereche cu Pain pe care il asculta mereu. Dupa ce Pain a murit ,oraganizatia Akatsuki a rămas in grija ei,dar in acelasi timp s-a imprietenit cu Naruto caruia dupa moartea sa,i-a lăsat visele sale si ale lui Nagato de a face pace in lume. A fost ucisa de Tobi in lupta pentru rinnengan-ul lui Nagato/Pain.
Tobi
- Sau mai bine zis Obito Uchiha. Un ninja crezut mort intr-o misiune . A "intrat" in Akatsuki cu ajutorul lui Zetsu, dupa moartea lui Sasori, de la care i-a luat inelul. Si pana de recent a jucat rolul unui om ipocrit in Akatsuki, sau mai bine zis rolul unui naiv care se stramba mereu si il lua in ras pe  Deidara. Desi scopul pentru care a procedat asa inca nu este clar.Tobi cel care a creat Akatsuki desi a controlat-o in umbra..anume prin Pain. Si mai are si puterea de a-si teleporta orice parte a corpului,sau in intregime,intr-o alta dimensiune,aceasta fiind abilitatea Sharinganului. A fost in pereche cu Deidara dupa moartea lui Sasori.El a declarat Razboi lumii ninja, si el a adunat toate corpurile pe care le invie Kabuto pentru a lupta alaturi de armata Zetsu. Inainte de misiunea in care a 'murit' el a fost in echipa lui Minato ( tatal lui Naruto / Yondaime-Al Patrulea Hokage ) impreuna cu Kakashi si Rin . El l-a invatat pe Kakashi zicala :  Cine incalca regulile este considerat un gunoi , dar cine isi abandoneaza camarazii este m-ai prejos de un gunoi.

### Echipa 8
Echipa 8 este un grup de ninja din Konoha condus de Kurenai Yuhi.Membrii echipei 8 se concentreaza in primul rand pe urmarire, fiecare membru utilizandu-si abilitatile unice in acest scop. Pe durata partii a II a, echipa 8, fără Kurenai, se alatura Echipei 7 in incercarea lor de a-l salva pe Sasuke Uchiha.

## Kiba Inuzuka
Kiba Inuzuka  este unul din membrii echipei 8,caracterizat printr-o suma de trăsături ale câinilor, incluzând faptul ca este foarte protector cu colegii sai si savureaza orice mancare pe care poate pune mana. Cea mai evidenta conexiune cu cainii este prezența constantă a câinelui său ninja, Akamaru.Kiba ii este de o loialitate salbatica lui Akamaru, fiind ostil ideii de al abandona si ar fi gata sa se puna in situatii periculoase pentru siguranta lui Akamaru. In schimbul devotamentului lui Kiba, Akamaru lupta cu el in batalii; el isi foloseste simturile sale dezvoltate in avantajul lui Kiba, si ajuta echipa sa atace oponentii cu voleuri de atacuri fizice. Pe când Akamaru este natural mai bine echipat pentru atac, Kiba își modifică abilitățile la începutul luptei, mergand in patru labe pentru a-i crește viteza. El isi poate mari drastic simtul mirosului, si de la a doua jumatate a seriei el poate urmarii oameni mai bine decat cainii. Dublura lui Kiba in anime-ul Japonez este Kōsuke Toriumi, iar dublura lui in Engleza este Kyle Hebert. El este nascut pe 7 iulie in zodia racului.

#### Akamaru
Akamaru este câinele ninja al lui Kiba, cel mai bun prieten al lui si companion. La începutul seriei Kiba îl poarta pe Akamaru pe capul sau in jachetă. În partea a doua a seriei Naruto, Akamaru crește suficient de mare pentru ca Kiba sa călătorească pe spatele lui, dar deoarece Kiba își petrece atât de mult timp cu Akamaru, el nu observă aceasta diferență drastica. Cu simțul său avansat al mirosului, auzului si abilitatea de a detecta nivelurile de chakra, Akamaru acționează ca un instrument valoros pentru Kiba în situații de ostilitate. Pentru a-l ajuta pe Kiba să urmărească oponenții, Akamaru poate urina pe ei, dându-le un miros puternic care poate fi simțit ușor. Cu toate acestea, in lupta, el se bazează pe Kiba sa folosească chakra pentru jutsu-ul pe care-l executa. In anime-ul original Japonez, Akamaru este dublat de Junko Takeuchi, care de asemenea îl dubleaza pe Naruto Uzumaki, și Kōsuke Toriumi, care-l dublează pe Kiba, când Akamaru ia formă umană. În adaptarea engleza a anime-ului, el este dublat de Jamie Simone, dar când Akamaru se transforma, este dublat de Kyle Hebert, care-l dubleaza si pe Kiba.

#### Shino Aburame
Shino Aburame este unul din membrii Echipei 8 si este fascinat de insecte; el își petrece timpul liber capturând și studiind insecte pe care le foloseste deseori ca analogii în timpul conversațiilor. Familia lui Shino are o conexiune adâncă cu insectele, deoarece fiecare persoana născută în familie este infectată, la naștere, cu o specie speciala de insecte cunoscute ca "insecte distructive". În schimbul folosirii lui Shino ca un stup, insectele îi ascultă ordinele. În timpul luptelor, Shino își îndreaptă insectele spre oponenți, atacându-i fără să știe și absorbandu-le chakra odată ce au fost înconjurați. Tendințele nemiloase ale lui Shino, precum și atașamentul lui catre insecte, i-au adus porecla de " înfiorător." Cu toate acestea, Shino ține la coechipierii lui, fiind mereu atent la gândurile lor și regretând că nu-i poate ajuta. În anime-ul Japonez, el este dublat de Shinji Kawada. În anime-ul englez el a fost dublat de Sam Riegal in episoadele 23 si 24, apoi de Derek Stephen Prince. El este născut în zodia vărsătorului.

#### Hinata Hyuga
Este o membră a clanului Hyuga din ramura principală și o membră a echipei 8. Ea este îndragostită de Naruto în secret de când s-au cunoscut la academie. Are aceste sentimente fața de el deorece acesta este cel care i-a arătat calea de a deveni un ninja bun și a impresionat-o cu optimismul și încrederea în sine. Se antrenează din greu pentru a-i putea dovedi tatălui ei de ce e în stare pentru că a desmoștenit-o pe aceasta când era încă la academie (fiind fiica cea mare, ea avea dreptul la moștenire, și nu sora ei cu 5 ani mai mică, Hanabi). Progresul ei însa ne este arătat mai târziu în seria Naruto. Hinata este luata în grijă de Yuuhi Kurenai, care mai târziu îi devine profesoară. Tatăl ei își dă seama de potențialul sau ca ninja(unii zic că o poate întrece și pe Sakura datorită tehnicii clanului Hyuga, Byakugan)la sfârșitul primei părți și astfel se ocupă mult mai mult de antrenamentul său. Verișorul său, Neji o detestă la început din cauza invidiei cum că ea este în ramura principală iar el nu. Hinata este o fată extraordinar de timidă și este în stadiul de leșin în preajma lui Naruto(leșina de multe ori în fața lui, din cauză că el se apropie prea mult). Hinata roșește mereu când Naruto este prin preajmă și îi vorbește. Comportamentul ei este considerat de Naruto ciudat, în ciuda faptului că el o consideră simpatică. În seria Naruto ea nu este capabilă sa își destăinuie sentimentele față de Naruto, dar atunci când acesta parasește satul ea își jură că o sa devină mult mai puternică atunci când Naruto se va întoarce. În seria shippuden vedem o Hinata în stadiul de chuunin, mai mare și mai matură (chiar dacă Kiba îi zice că nu s-a maturizat). În seria manga ea însfârșit își destăinuie sentimentele pentru Naruto la sfârșitul unui monolog pe care îl ține în dorința ei de a-l proteja de Pain (liderul Akatsuki) care dorește să îi fure vulpea cu 9 cozi. Își face apariția pentru prima dată în seria Naruto în episodul 1, iar în Shippuden în episodul 33. Este născută pe 27 decembrie zodia capricorn. În seria japoneză vocea ei este interpretată de Nana Mizuki.

#### Kurenai Yuhi
Kurenai Yuhi este liderul echipei 8. Dintre toți studenții, Kurenai, este mai apropiata de Hinata, purtandu-se ca un parinte cu ea în lipsa tatălui ei, si ajutand-o pe Hinata sa-si depaseasca slabiciunile. Kurenai este aproape mereu acompaniata de Asuma Sarutobi. Din aceasta cauza, mai multe personaje cred ca cei doi ar fi un cuplu, cu toate ca cei doi resping aceasta idee, si de fiecare data cand sunt intrebati ei schimba subiectul. In timpul Partii II a seriei, se descopera ca Kurenai are un copil cu Asuma, confirmandu-le relatia. In lupta, ea este specializata in genjutsu, in special in iluziile cu plante. In anime-ul japonez ea este dublata de Rumi Ochiai. Iar in cel englez, in episodul 3 deSaffron Henderson, iar in restul de Mary Elizabeth McGlynn.

### Echipa 9
Echipa 10 este un grup din Konoha condus de Asuma Sarutobi. Tații lui Choji Akimichi, Shikamaru Nara, și Ino Yamanaka au fost și ei împreună într-o echipa și amândouă generațiile își spun: 'echipa Ino-Shika-Cho'. În timpul Parții II, Asuma este omorât într-o încaierare cu 2 membrii ai Akatsuki, iar Kakashi Hatake preia temporar conducerea echipei ca să-i vaneze pe cei responsabili de moartea lui Asuma.

#### Shikamaru Nara
Shikamaru Nara  este unul dintre membrii echipei 10. Khishimoto a mărturisit ca "îl place" pe Shikamaru pentru inteligența si lenea sa. El l-a mai recunoscut ca fiind un geniu la fel ca Sasuke Uchiha însa personalitatea lenesa a lui Shikamaru este foarte diferita de cea agitata a lui Sasuke.Inteligenta lui Shikamaru a fost descoperita de Asuma liderul echipei 10 pe cand jucau diverse jocuri de strategie si logica in care Asuma nu castiga niciodata. Shikamaru este de multa vreme prieten cu Choji Akimichi, alt membru al echipei 10 pe care il considera gras si fricos cateodata. In lupta, Shikamaru,poate manipula adversarul cu tehnia Umbrei Intunecate facandu-l pe adversar sa-i imite miscarile ca in oglinda si astfel fiind o buna diversiune. In anime-ul japonez vocea sa este interpretata de Showtaro Morikubo pana la episodul 141 atunci cand Morikubo a avut probleme si l-a lăsat in locul lui pe Nobutoshi Kanna, iar in anime-ul englez de Tom Gibbins.Shikamaru este nascut pe 22 septembrie in zodia fecioarei iar in zodiacul chinezesc caine de foc.

#### Ino Yamanaka
Ino Yamanaka  e sigura membra feminina a echipei 10. Ea o cunoaste pe Sakura de cand era mica,find cele mai bune prietene, ea o ajuta pe Sakura sa-si dezvolte personalitatea. Cand ele descopera ca sunt indragostite de acelasi baiat, Sasuke Uchiha, Sakura renunta la prietenia lor ca sa se dedice afectiunii pentru sasuke. Amandoua progreseaza pe parcursul Examenului Chunin si se imprietenesc dar ele tot mai au sentimentul de competitie. In anime, cand Sakura incepe sa exceleze in tehnici de vindecare, Ino devine ucenica sa, sperand sa devina mai folositoare prietenilor ei ca un medic ninja. Ca abilitati in lupta, Ino este specializata in tehnici de pacalire a mintii. Pentru a folosi aceste tehnici, Ino isi transfera spiritul in corpul inamicului, preluand controlul acestuia, cu care-i poate ataca aliatii, confuzandu-i. In anime-ul japonez vocea ei este interpretata de Ryōka Yuzuki, iar in cel englez de Colleen O'Shaughnessey. Ea este nascuta pe data de 23 Septembrie.Zodia ei e balanța.

#### Choji Akimichi
Choji Akimichi  este un membru al Echipei 10, personalizat prin marea sa pasiune pentru mâncat, având mereu la el o pungă de snacks-uri pe parcursul seriei. Deși acest lucru îl fac să arate gras, Choji insistă că nu este gras, ci doar că are "oase mari". Dacă cineva îl face gras, Choji se supără imediat și îl ia la bataie pe acela. Shikamaru Nara nu a avut niciodată o problemă cu faptul că Choji este gras, în schimb, el a ales să se uite la puterea interioară a lui Choji. Din acest lucru, Choji îl consideră cel mai bun prieten, spunând că și-ar da și viața pentru el. În lupte, Choji își poate mări dimensiunea corpului pentru a-și mări puterea. Vocea lui în anime-ul Japonez este interpretată de Kentaro Ito, iar cel englez este Robbie Rist.

#### Asuma Sarutobi
Asuma Sarutobi  este liderul Echipei 10 si fiul celui de-al treilea Hokage. El a avut o cearta cu tatal lui cand era tanar si a parasit temporar Konoha ca protest. Asuma este de obicei vazut fumand tigari, dar se lasa temporar cand ceva il deranjeaza ca atunci cand tatal lui a murit. Dintre toti studentii lui, Asuma este mai apropiat de Shikamaru Nara, cei doi jucand frecvent Shogi sau GO impreuna, cu toate ca Asuma nu a castigat niciodata un meci cu Shikamaru din cauza inteligentei acestuia. Asuma apare frecvent cu Kurenai Yuhi, facand multe personaje sa creada ca cei doi sunt un cuplu. Amandoi neaga acest lucru, schimband repede subiectul cand vine vorba de relatia lor. In Partea a 2-a a seriei, Kurenai este descoperita a fi insarcinata, tatal fiind Asuma. In lupta, Asuma manuieste niste "brass knuckles" unice, echipate cu lame care pot absorbi chakra lui. Cand acestea sunt umplute cu chakra lui de vant, Asuma isi poate extinde lamele pana la lungimea unor sabii, si pot usor strapunge piatra. Dupa ce Asuma este omorat de Hidan, un membru al organitaziei criminale Akatsuki, aceste lame ajung in posesia lui Shikamaru, care le foloseste pentru a-l doborî pe Hidan, razbunandu-l pe Asuma. Dublura lui Asuma in anime-ul japonez este Jūrōta Kosugi, iar in cel englez Doug Erholtz.

### Echipa Guy

#### Rock Lee
Rock Lee  este un membru al echipei senseiului Guy și studentul favorit al conducătorului echipei Might Guy. Mai mereu Guy il antreneaza pe Lee invatandu-l multe din tehnicile sale de atac taijutsu si pentru a-i da o mare doza din optimismul sau pentru a merge mai departe in lupta. In episoadele examenului Chuunin Rock Lee a folosit acest optimism pentru a-i demonstra geniului Neji Hyuga un membru al echipei sale,ca poate fi puternic. Lee a mai folosit acest optimism pentru a o face pe Sakura Haruno prietena sa dar fără reusita. El ajuntand-o o data pe Sakura salvandu-i viața ei si ai colegilor ei, Naruto și Sasuke. Lee a pus mult efort si a dovedit ca poate face multe pe durata examenului Chuunin, dar in preliminariile examenului el a avut mult de suferit.Independent de influenta lui Guy,Lee vorbeste foarte politicos cu orice personaj pe toata durata anime-ului. In anime-ul japonez ca si in volumele manga, personajele i se adreseaza cu "kun" sau "san" pe cand pe durata anime-ului englez el nu are aceste formule adresate. El refuza cu desavarsire infrangerile si de asemenea intr-o batalie el isi respecta adversarul. Din cauza cantitatii lui de chakra, Lee nu poate performa alt tip de arta ninja in afara de taijutsu - forta fizica. Din cauza acestui "handicap" toti copiii radeau de el si de aceea el isi doreste sa ajunga un ninja respectat doar folosind arta ninja taijuțu. Pentru a-l ajuta pe Lee,Guy l-a antrenat pana cand a devenit foarte puternic si rapid. Astfel, Lee poarta mereu greutati la glezne, pe care atunci cand le da jos, puterea si viteza lui deja incredibila creste si mai mult. Guy l-a invatat, de asemenea, cateva tehnici puternice, chiar interzise; din cauza unora din aceste tehnici, ca abilitatea de a deschide cele 8 porti lotus de chakra ii pun corpul intr-un mare risc, el avand voie sa le foloseasca doar pentru a proteja ceva sau cineva drag lui. El este dublat de Yoichi Masukawa in anime-ul japonez, iar in cel englez de Brian Donovan.

#### Neji Hyuga
Neji Hyuga este un membru al Echipei Guy si un copil geniu al clanului Hyuga. In ciuda talentului sau natural, faptul ca face parte din ramura inferioara a clanului ii este interzisa invatarea tehnicile foarte puternice ale acestuia. La inceputul seriei, Neji ii ureste deschis pe membrii ramurii principale si, din cauza acestui lucru nu ezita sa-i atace fizic sau verbal pe acestia cand are ocazia. In acest punct al seriei Neji este condus de filozofii fataliste : aceea ca destinul unei persoane este scris, iar cineva slab va ramane intotdeauna slab. Dupa ce este invins de Naruto Uzumaki, un personaj care i-a dovedit ca nu poate pune totul pe seama destinului, el se schimba. El abandoneaza ideea unei soarte predestinate, si vrea sa devina atat de puternic incat sa nu mai piarda niciodata o lupta. De asemenea, el incearca sa remedieze legaturile rupte dintre el si ramura principala a familiei, lucru ce are ca rezultat faptul ca este antrenat de catre liderul ramurii principale.
Pe parcursul seriei, Neji este prezentat ca un geniu al clanului Hyuga; la prima aparitie, el se descurca foarte bine cu tehnica de lupta Pumnul Gentil, cu care poate ataca direct organele interne ale oponentului. Cu toate ca el nu a fost invatat de nimeni, a reusit sa copieze aceasta tehnica si altele mai complicate doar observandu-le. Pe parcursul seriei, Neji dezvolta aceste abilitati facandu-le mult mai puternice. Un exemplu il constituie tehnica Byakugan, o abilitate a ochilor, care ii ofera un camp vizual de aproape 360 de grade, la distanta de 50 de metri de el. Cu toate acestea, el se antreneaza sa depaseasca limitele acestei tehnici, cum ar fi un punct mort si distanta.
El participa in razboiul produs de Obito,un inamic al satului sau,alaturi de prietenii lui si toti ceilalti shinobi din  toate celelate sate,facand parte din Fortele Shinobi Aliate,ajutand astfel la salvarea oamenilor din toata lumea.In episodul 364 din Naruto Shippuden, el v-a fi ucis de Obito si Madara, cei ce vor sa ii aduca pe toti oamenii intr-o iluzie infinita,numita Tsukuiomy-ul Infinit, in care fiecare persoana va trai viata pe care si-o doreste.
In anime-ul japonez el este dublat de Kōichi Tōchika, iar cand este aratat ca copil de Keiko Nemoto. In cel englez, vocea lui este interpretata de Steve Staley, iar Wendee Lee il dubleaza cand este copil.

#### Tenten
Tenten  este singura membra feminina a Echipei Guy si vrea sa arate ca femeile ninja pot fi la fel de bune ca si barbatii. Dintre toti protagonistii anime-ului Naruto ea apare cel mai putin timp in serial, astfel incat singura lupta a ei din prima parte este aproape in totalitate sarita; inceputul luptei si invingerea sa sunt singurele portiuni aratate. In ciuda lipsei sale, creatorul seriei, Masashi Kishimoto ii place designul ei mai multe decat orice alta fata din pe care a creat-o. In lupta, Tenten este specializata in arme, variind de la proiectile, la arme de lupta corp la corp si chiar explozibili (in partea a 2-a a seriei). In timpul luptei, ea isi poate surprinde inamicii prin covarsirea lor cu sute de arGme invocate, avand o acuratete milimetrica. Tenten isi foloseste aceasta abilitate pentru a-l antrena pe Neji Hyuga in tehnicile lui de aparare si-l admira foarte mult deoarece ii poate bloca toate atacurile. Dublura ei japoneza este Yukari Tamura, iar cea engleza este Danielle Judovits.Ea e nascuta pe 9 martie,zodia ei e pesti.

#### Might Guy
Might Guy  este liderul Echipei Guy, desi isi dedica cea mai mare parte a timpului sau unuia dintre studentii sai: Rock Lee. Datorita dedicatiei lui Guy fata de el, Lee i-a copiat imaginea acestuia, purtand costumul verde si distinctiv al lui Guy si avand tunsoarea stralucitoare in forma de castron (avand deja sprancenele proeminente ale lui Guy). Lee a adaptat, de asemenea, figura de tip cool a lui Guy: doua degete ridicate, clipirea, si zambetul cu dintii atat de albi incat dau proverbialul "ping", folosite ca un fel de promisiune foarte importanta. Guy foloseste filozofia "regula mea" ce presupune sa se auto-pedepseasca in cazul unei infrangeri, avand credinta ca acestea il vor face mai puternic. Creatorului seriei, Masashi Kishimoto, ii place personalitatea lui Guy, asemanatoare cu cea a unui antrenor de gimnastica pe care l-a avut in scoala generala, desi acesta nu a fost sursa lui de inspiratie pentru crearea lui Guy. Kishimoto spune ca el nu ar s-ar fi putut compara cu Guy, intrucat Guy este prea intens pentru el.
In lupta, Guy este specializat in taijustu, atacuri fizice, care incearca sa i le predea lui Lee. Spre deosebire de Lee, care nu poate folosi alte tehnici, el foloseste taijutsul doar ca preferinta, incapatanandu-se sa nu foloseasca chiar si tehnici de baza. Cand nu il invata pe Lee noi abilitati, Guy este de obicei in competitie cu rivalul sau auto-proclamat: Kakashi Hatake. In timpul seriei, Kakashi nu a aratat nici un fel de interes in rivalitatea lor, care nu are nici un rost in afara de faptul ca il motiveaza pe Guy sa arate lumii ca poate invinge doar cu taijutsul un geniu ca Kakashi. Tinand cont ca Guy este singurul care pune vre-un efort in aceste lupte, el si-a creat un mod folositor de a contracara iluziile Sharinganului, prin anticiparea miscarilor oponentului uitandu-se la picioarele acestuia. In animeul Japonez el este dublat de Masashi Ebara, iar interpretul englez al vocii este Skip Stellrecht.

### Hokage
Hokage-ul "Foc Umbra" este liderul satului Konoha ("Satul ascuns in frunze"). Pe parcursul seriei sunt 7 hokage, si al 6-lea poate fi luat neoficial Danzo Shimura, care sunt onorati de sat prin sculptarea fetelor lor in muntele care margineste satul. Primul Hokage(Senju Hashirama)care a intemeiat satul, impreuna cu Madara Uchiha. Cu jutsu-ul lui unic, tehnicile Mokuton (elementul lemn), el a creat copacii care actioneaza ca fundatie pentru sat, si modul sau de a conduce a devenit un model pentru urmatorii Hokage. Primul Hokage a fost urmat de fratele sau mai mic, care a devenit Al doilea Hokage(Senju Tobirama). El a fost urmat de unul din studentii sai, care a devenit al Treilea Hokage(Sarutobi Hiruzen). Dupa o indelungata domnie, al Treilea Hokage transmite stafeta celui de-Al Patrulea Hokage(Minato Namikaze),studentul lui Jiraiya-legendarul Sannin si studentul lui Sarutobi Hiruzen, dar si-a redobandit pozitia dupa ce al Patrulea Hokage si-a dat viata pentru a salva satul de demonul vulpe cu noua cozi. Al Treilea Hokage este prezent la inceputul seriei, fiind omorat de un fost student: Orochimaru, in timpul unei invazii in Konoha. Alt student de-al sau, Tsunade ii preia functia ca cel de-al Cincilea Hokage. Dupa atacul lui Pain asupra "Satului ascuns in frunze",Tsunade a fost slabita si a cazut in coma, aici Lordul Tarii de Foc propune pe Danzo Shimura pe post de Al Saselea Hokage. In scurt timp venise vremea congresului celor 5 Kage pe tema "Al Patrulea Razboi Ninja", unde Danzo a fost ucis de catre Sasuke Uchiha pentru ca i-a poruncit fratelui sau sa asasineze tot clanul Uchiha.La un moment dat,Tsunade isi revine si e gata sa preia din nou titlul de Al Cincilea Hokage.Dupa aceasta, la conducere a urmat Hatake Kakashi, care luase frâiele la sfârșitul seriei Shippuden, elevul celui de-al patrulea hokage, tatal lui Naruto, iar dupa Kakashi, al saptelea Hokage a fost Naruto Uzumaki, "inconorarea" sa fiind oferita intr-un OVA, el fiind Hokage in a treia serie a francizei, Boruto: The next generation.

#### Hashirama Senju
Hashirama Senju cunoscut ca si Zeul Shinobilor a fost un ninja legendar provenit din clanul Senju, are trei frati dintre care doi au fost ucis in razboi.Este un prieten foarte bun cu Madara Uchiha,dar soarta nu le permite prieteniei lor sa existe.In urma multor razboaie cu clanul Uchiha,in care de obicei se varsa mult sange,liderii clanurilor au decis sa semneze un act de pace,astfel construind un loc in care copii nu vor mai fi impusi sa verse sange,Satul Ascuns in Frunze.Mai tarziu Hashirama devine primul Hokage al acelui sat.

#### Tobirama Senju
Tobirama Senju este fratele mai mic al lui Hashirama si recunoscut ca Al Doilea Hokage. De asemenea el provine din clanul Senju. În timpul domniei sale, Tobirama a fost acreditat ca Hokage, care a dezvoltat sistemul și infrastructura organizațională a satului.

#### Sarutobi Hiruzen
Al Treilea Hokage, cu numele real Sarutobi Hiruzen , a avut cea mai indelungata domnie. El este un lider pasnic, preferand discutiile non-violente fata de cele militariste ale sfatuitorilor. Pe parcursul seriei el este un izvor de intelepciune pentru cei tineri si unul din putinele caractere care-l trateaza pe Naruto Uzumaki ca o persoana. In tinerete el a fost cunoscut ca "Profesorul", deoarece stia fiecare jutsu din Konoha. El a fost, de asemena, invatatorul lui Jiraiya, Orochimaru, si Tsunade. Orochimaru a fost intotdeauna studentul lui favorit, si din cauza aceasta, al Treilea nu a putut sa recunoasca niciodata calitatile intunecate ale lui Orochimaru. Cand Orochimaru invadeaza Konoha cativa ani mai tarziu, cel de-al Treilea Hokage se lupta cu el, reproșându-și ca nu a observat niciodata rautatea lui. Cand nu mai putea castiga, al Treilea Hokage ii ia abilitatea de a face justu-uri, sfarsind invazia si astfel murind fericit. In anime-ul Japonez, dublura lui este Hidekatsu Shibata, iar in cel englez: Steve Kramer.

#### Minato Namikaze
Minato Namikaze, cel de-al patrulea Hokage, a fost tatal lui Naruto Uzumaki. Desi Naruto si Minato au un numar similar de trasaturi, relatia lor familiala nu este dezvaluita decat in partea a II-a a seriei. In ciuda faptului ca nu a aparut niciodata in serii, Minato este faimos in lumea Naruto pentru numarul de fapte eroice. Cel mai proieminent dintre acestea fiind cauza mortii sale: si-a dat viata pentru a sigila vulpea cu noua cozi in corpul lui Naruto, salvand Konoha de la distrugere si dandu-i lui Naruto acces la o putere imensa. Este reunoscut ca fiind elevul lui Jiraiya si profesorul lui Kakashi. Minato este o raritate printre ninja, incat dusmani satului dispareau din vedere daca el aparea pe campul de lupta; el era capabil sa se miste destul de repede pentru a nimici plutoanele inamice cat ai clipi din ochi, primind titlul de "Fulgerul galben al Konohai".

#### Tsunade Senju
Tsunade, ca si coechipierii ei Jiraiya si Orochimaru este una dintre Sannini,si eleva lui Sarutobi Hiruzen. Cand era mica a primit un colier de la bunicul ei Primul Hokage, iar cand cineva poarta acest colier in afara de ea moare in ziua in care il poarta, si aceasta a făcut-o sa paraseasca Satul Frunza (Konoha). Este cunoscuta in lumea Naruto ca 'Legendara Femeie Ninja', ea este o profesionista in vindecari si in tehnicii ale medicinei. In partea I ea este cautata de catre Jiraiya pentru a-si asuma pozitia de Hokage, dar ea refuza pana ce Naruto o influenteaza pentru a accepta. In ultimele episoade ale partii I ea o ia pe Sakura Haruno ca eleva, pana in partea a doua, iar Tsunde ramane cel de-al cincilea Hokage pentru a-i invinge pe Akatsuki. După ce liderul Akatsuki, Pain, atacă Konoha, Tsunade intră în comă,dar dupa un timp isi revine si isi reia titlul de Hokage. În Japonia Tsunade este dublata de catre Masako Katsuki, iar in engleza este dublata de catre actrita Debi Mae West. Tsunade este nascuta pe data de 1 Iunie, zodia Gemeni.
Danzo
Un tip obsedat in a fi Hokage

### Satul Ascuns în Nisip (Suna)

#### Gaara
Gaara este cel mai tânăr dintre cei trei frați. El a fost creat de Kishimoto ca un contrast pentru Naruto Uzumaki, crescând într-un mediu similar dar având o personalitate foarte diferită. Când s-a născut Gaara, tatăl său a încercat să-l transforme în cea mai bună armă militară a satului prin sigilarea demonului Shukaku în interiorul micuțului Gaara. Ca și Naruto, Gaara a fost respins de oamenii din sat pentru că era o gazdă pentru bestia cu o coadă. După ce una din puținele persoane pe care le iubea a încercat să-l omoare, Gaara a dezvoltat o personalitate sadică și retrasă, omorându-i pe alții pentru a-și afirma valoarea existenței sale. Batălia sa cu Naruto din timpul invaziei satului Konoha îi schimba mentalitatea; ca rezultat, el devine mult mai doritor să-i ajute pe alții făcând din asta un scop al existenței sale și dupa moartea tatălui său, iar în cea de-a doua parte primește poziția de Al Cincilea Kazekage. Vocea lui Gaara în anime-ul japonez este cea a lui Akira Ishida și vocea sa englezească este cea a actorului Liam O'Brian.

#### Kankuro
Kankuro este fratele cel mare al lui Gaara, fiind cel de-al doilea copil al lui Kazekage.În prima jumatate a seriei el este deseori la un raport de forțe cu fratele lui mai mic, Gaara și trebuie să-și țină gura de frica să nu fie omorât. În partea a II-a, o data ce Gaara începe să-și dezvăluie visele și motivațiile sale lui Kankuro, acesta devine foarte protector cu Gaara; el biciuie pe oricine vorbște urât despre Gaara și este gata să-și riște viata pentru a-l salva atunci cand este răpit. Kankuro este talentat și deocamdată a aratat doar 3 papusi din arsenalul său: Cioara, Furnica Neagra si Salamandra. Cioara este folosita în scopuri ofensive, Furnica Neagra prinde oponenții în corpul său și face mai ușoară sarcina și Salamandra îl protejează pe Kankuro și pe aliații săi de atacurile inamice. Păpușile sunt toate distruse de creatorul lor, Sasori, în partea a II-a, și rămâne de văzut dacă Kankuro le va repara.După lupta sakurei și sasori. El preia corpul lui sasori transformat în păpușă și îl folosește el . În al 4 mare razboi ninja când Kankuro reînvie morți și îi folosește ca aliați el il folosește pe sasori împotriva lor. În anime-ul japonez vocea lui este data de Yasuyuki Kase, iar vocea sa englezească este cea actorului Michael Lindsay.

#### Temari
Temari este cea mai mare dintre cei trei frați. Spre deosebire de frații ei iubitori de luptă, Temari apreciează pacea și ea cere justificările satului Suna de a începe un război cu Konoha. Aceasta trăsătură continuă și în cea de-a doua parte când ea începe să acționeze ca o legătura între Suna și Konoha pentru a ajuta cele doua sate să lucreze împreuna. Ca și frații săi, Temari nu apare în serii adesea și când apare, apare în general în compania lui Shikamaru Nara. Când își fac debutul împreuna în cea de-a doua parte, Naruto îi intreaba dacă au o întâlnire, iar amândoi îi răspund că nu este cazul. În lupte, Temari poarta un evantai din fier ce poate crea rafale puternice de vant capabile să niveleze peisajele înconjurate. Este foarte capabilă să deducă strategia și slăbiciunile oponentului la scurt timp dupa începerea luptei, ea folosind de obicei vânturile pentru a schimba părți din câampul de luptă dacă asta ar fi avantajos pentru ea. Vocea ei în anime-ul japonez este cea a lui Romi Paku, iar în cel englezesc împrumută vocea de la Tara Platt.Ziua ei de nastere e pe 23 august,iar zodia ei e fecioara.

### Alte personaje

#### Iruka Umino
Iruka Umino (Umino Iruka) este un ninja din Konoha și un instructor la Academia de Ninja, o școală unde copiii se pregatesc sa devina ninja. Când Iruka era copil, parinții lui au fost uciși de Vulpea cu Noua Cozi care a fost sigilată în Naruto Uzumaki. El nu-i poarta pică lui Naruto, el fiind unul dintre puținii oameni care la inceputul serialului au descoperit ca Naruto este mai mult decat un deținator al raului spirit care a făcut atat de mult rău satului. Naruto îl considera pe Iruka un al doilea tată deoarece acesta are încredere în el. În animeul japonez vocea lui este Toshihiko Seki iar in animeul adaptat in engleză vocea lui este Quinton Flynn.

#### Konohamaru
Konohamaru, numit dupa satul Konoha, este nepotul celui De-al Treilea Hokage. El se straduieste sa-l inlocuiasca pe bunicul lui ca Hokage astfel incat satenii sa-l recunoasca dupa nume, nu in umbra buniclui sau. El il priveste pe Naruto Uzumaki ca un mentor in misiunea lui, copiind modul lui de a lucra, determinatia si jutsu-urile perverse. Konohamaru insista, totusi, ca va fi Hokage doar dupa ce Naruto va deveni mai intai Hokage. Designul lui Konohamaru i-a cauzat mari dificultati lui Masashi Kishimoto; el a vrut ca Konohamarul sa arate ca un "copilas" mai mic decat Naruto, dar totusi, toate incercarile au avut ca rezultat o copie a lui Naruto. Pana la urma i-a dat ochi mici, furiosi, fiind multumit de designul final. Dublura lui in japonia este Ikue Otani, in Naruto: Shippūden, iar cea engleza este Akiko Koike, Colleen O'Shaughnessey.

#### Haku
Este un copil care a trait in Taramul Apelor si care a descoperit ca avea un kekke-genkai. Dupa ce puterile ii sunt descoperite de tatal sau, acesta o omoara pe mama sa si se pregateste sal omoare pe Haku, cand baiatul, speriat, isi foloseste instinctiv puterile si il ucide pe tatal sau. Mai tarziu, a fost descoperit de Zabuza care il va transforma intr-o arma. El il vedea pe Zabuza ca pe salvatorul sau si de accea isi sacrifica viata pentru el in lupta aceasta contra lui Kakashi,Haku are o frumusete fizica si o gratie deosebita, multi (incluzandu-l pe Naruto) confundandu-l cu o fata. Mai mult, Haku are un suflet bun, spre nemultumirea lui Zabuza, care il considera prea milos.

### Personaje Legendare

#### Jirayia
Este un personaj  secundar care a aparținut trio-ului Sannin, maestru în arta teleportării broaștelor din Muntele Myouboku, un renumit Emerit, un mare pervers, și maestrul lui Naruto, făcând cu el 2 ani și jumătate de antrenamente departe de Konoha. Are cunoștințe vaste despre multe tehnici, dar este incapabil să intre perfect în modul emerit. Este un scriitor renumit in categoria cărților pentru adulți, și îți petrece marea parte a timpului "studiind" trupul femeilor pentru nuvelele sale. Are abilități înnăscute de spioni, iar de când Orochimaru a dezertat Konoha, și-a dedicat viața urmărindu-l, așa a ajuns să deconspire organizația secretă Akatsuki ce dorea să colecteze toate bestiile cu cozi pentru a readuce la viață bestia cu 10 cozi, dar a fost oprit de 2 dintre foștii lui studenți: Konan și Nagato, ce făceau parte din această organizație teroristă.

#### Eremitul celor șase căi
Pe numele său real Hagoromo, a fost prima ființă care s-a născut cu chakră, fiind unul dintre fii Kaguyei, femeia care a mâncat fructul chakrei, fructul interzis din Copacul Divin. El a împărtășit chakra cu toate persoanele și vietățile de pe pământ si a fondad Crezul Ninja care se baza pe ninșu. El a avut doi copii: Indra și Asura, Indra având o formă mitologică de Sharringan, iar Asura în schimb nu a avut un succes atât de mare la naștere în cantitatea sa de chakră, dar cu mult antrenament, ajutor și cooperare din partea celor din jurul său, a reușit să-l ajungă din urmă pe fratele său. Când bestia cu 10 cozi a atacat, Emeritul a oprit-o reușind să o sigileze în interiorul corpului său. Văzând rezultat cooperării dintre săteni și fiul său Asura, a divizat puterea bestiei cu 10 cozi în nouă părți, astfel născându-se cele 9 bestii cu cozi, și a folosit corpul bestiei cu 10 cozi ca să formeze luna.
După, i-a acordat fiului său mai mic, Asura moștenirea niișu, fapt ce la înfuriat pe Indra, astfel a început un război între cei doi, unul care a continuat și cu descentenții săi, Uciha respectiv Senju, dar mai aprigă a fost situația în cazul celor care au moștenit chakra celor doi, ultimii descendenți fiind Madara si Hashirama, respectiv Sasuke și Naruto.

## Media

### Manga
Naruto a avut premiera în revista Weekly Shōnen Jump a aditurii Shueisha în 1999. Primele 238 de capitole sunt cunoscute ca Partea I, și constituie prima parte a poveștii din Naruto. Capitolele manga 239 - 244 constituie o miniserie gaiden ce prezintă povestea personajului Kakashi Hatake. Toate capitolele ce urmează aparțin Parții II, ce continuă povestea din Partea I după un salt de doi ani jumătate. Adaptarea în engleză a seriei manga Naruto este licențiată de Viz și serializată în Shonen Jump. Pentru a compensa diferența dintre aparițiile adaptărilor în japoneză și cele în engleză, Viz a lansat campania "Naruto Nation", prin a lansat trei volume pe lună în ultimele patru luni ale lui 2007 pentru a micșora diferența. Cammie Allen, manager al produselor Viz Media, a declarat că, "principalul nostru motiv [pentru lansarea] a fost să prindem din urmă orarul aparițiilor Japoneze pentru a le da cititorilor noștri o experiență asemănătorare cu a cititorilor din Japonia."
Din Mai 2008, 42 de volume tankōbon au fost lansate de Shueisha în Japonia, cu primele 27 tankōbon conținând Partea I, iar următoarele cincisprezece Partea II. Primul volum tankōbon a fost lansat pe 3 martie, 2000, iar al patruzeci și doilea pe 2 mai, 2008. În plus, patru tankōbon, conținând ani-manga bazate pe unul din primele patru filme Naruto, au fost lansate de Shueisha. Viz a lansat 30 de volume adaptate în Engleză ale seriei manga.

### Serii anime

#### Naruto
Având ca director pe Hayato Date și produsă de Studio Pierrot și TV Tokyo, adaptarea anime Naruto a avut premiera în Japonia pe TV Tokyo 3 octombrie, 2002, difuzându-se 220 episode până la final 8 februarie, 2007. Primele 135 de episoade sunt adaptate după primele 27 volume manga, în timp ce următoarele optzeci de episoade sunt episoade filler care utilizează elemente de intrigă neîntâlnite în manga originală.
În Romania seria se difuzează pe canalul Jetix dublată în Română. Postul a anunțat episoade noi (până la episodul #104).
Si se mai difuzeaza pe canalul Animax T.V . 

## Dublajul
Dublajul a fost realizat în studiourile Fast Production Film

- Valentina Popa - Naruto;
- George Morcov - Sasuke, Genma, Dosu;
- Ramona Nacă - Sakura, Mikoto;
- Andrei Seușan - Kakashi;
- Mihai Cuciumeanu - Gaara, Shino, Choji, Misumi, Raido, Kotetsu, Sakon, Asuma, Tobirama, Ebisu, Udon, Mubi;
- Ion Grosu - Shikamaru, Yashamaru, Hiashi, Jirobo, Zaku, Shukaku, Hizashi, Ningame;
- Cristian Balint - Orochimaru, Kankuro, Lee, Yoroi, Choza, Mizuki, Fugaku, Shikaku, Kidomaru, Aoi;
- Gheorghe Ifrim - Kabuto, Kiba, Pakun, Gamabunda, Kurama (vulpea cu nouă cozi), Baki, Izumo, Hashirama;
- Adrian Ciglenean - Zabuza, Jiraiya, Guy, Gamakichi, Rasa;
- Silvia Gâscă - Tsunade, Ino, Hana, Tsume, Tayuya;
- Ionuț Pohariu - Neji, Kisame, Dan, Ibiki, Idate, Nawaki;
- Laura Creț - Temari, Konohamaru, Tenten, Haku, Hinata, Hanabi, Kurenai, Moegi, Kin, Shizune, Anko;
-  ??? - Hiruzen Sarutobi (al trei-lea Hokage), Iruka, Itachi;
- Radu Zetu - Hayate, Oboro;
- George Petcu - Dosu (sezonul 1), alte personaje (sezonul 1);
- Radu Micu - Shigure, Kagari;
- Dan Lupu - alte personaje (sezoanele 4-5)

#### Naruto: Shippūden
Naruto: Shippūden (ナルト 疾風伝? lit. Naruto: Hurricane Chronicles) este continuarea anime-ului Naruto și acoperă seria manga Naruto de la volumul 28 până la volumul 700. După ce se antrenează doi ani jumătate cu Jiraya, Naruto se întoarce în Konoha, unde reîntâlnește prietenii lăsați în urmă, și reface Echipa 7, acum numită Echipa Kakashi, cu Sai înlocuindu-l pe Sasuke. Toți colegii lui Naruto s-au maturizat și au crescut în rang, unii mai mult decât alții. Spre deosebire de seria originală unde ei jucau roluri minore, organizația Akatsuki devine principalul antagonist al seriei.
Adaptarea TV a Naruto: Shippūden și-a avut debutul în Japonia la 15 februarie, 2007 pe TV Tokyo, și în Filipine la 28 ianuarie, 2008 pe ABS-CBN. ABS-CBN este primul post internațional care difuzează Naruto: Shippūden. ABS-CBN a difuzat primele 40 de episoade ale Naruto: Shippūden până pe 19 martie, 2008 deoarece încă este difuzat în Japonia. 
Naruto Shippuden a fost difuzate pe Disney XD USA ,doar primele 98 de episoade.

### Povestea pe capitole

###### Naruto
1. Introducere (1-5) (capitolele 1-8).
2. Țara Valurilor (6-19) (capitolele (9-33).
3. Examenul Chunin (20-67) (capitolele 34-114).
4. Invazia satului Konoha (68-80) (capitolele 115-138).
5. Întoarcerea lui Itachi (81-85) (capitolele 139-148).
6. Căutarea lui Tsunade (86-100) (capitolele 149-171).
7. Demascarea lui Kakashi (101).
8. Țara Ceaiului (102-106).
9. Plecarea lui Sasuke (107-135) (capitolele 172-238).
10. Minciuna lui Orochimaru (136-141).
11. Mizuki se întoarce (142-147).
12. Bikuchu (148-151).
13. Raiga (152-157).
14. Plan de supraviețuire (158).
15. Bounty Hunter (159-160).
16. Bestile verzi (161).
17. Țara păsărilor (162-167).
18. Ninja bucătari (168).
19. Țara Mării (169-173).
20. Bani vs. adevăr (174).
21. Vânătoarea de comori (175-176).
22. Satul primăverii calde (177).
23. Satul ascuns între stele (178-183).
24. Ziua lungă a lui Kiba (184).
25. Legendarul Onbaa (185).
26. Shino râde (186).
27. Țara legumelor (187-191).
28. Prințesa Fuku (192).
29. Dojo-ul lui Lee (193).
30. Castelul bântuit (194).
31. Cele 3 bestii (195-196).
32. Konoha 11 (197-201).
33. Cinci mari bătălii (202).
34. Clanul Kurama (203-207).
35. Kacho Fugetsu (208).
36. Shinobazu (209-212).
37. Menma (213-215).
38. Shitenshonin (216-220).
39. Kakashi Gaiden (119-120) (capitolele 239-244).

###### Naruto: Shippuden
1. Reintroducere (1-2)
2. Salvarea lui Garra (3-32)
3. Prezentarea (33-34)
4. Sasuke și Sai (35-56)
5. Templul de foc (57-71)
6. Hidan și Kakuzu (72-88)
7. Apariția bestiei cu 3 cozi (89-112)
8. Sasuke adună o formație (113-118)
9. Kakashi, băiatul minune (119-120)
10. Vânătoarea, Kabuto și Deidara (121-126)
11. Istoria lui Jiraiya (127-128)
12. Jiraiya vs Pain (129-134)
13. Sasuke vs Itachi (135-138)
14. Adevarul despre Itachi (139-142)
15. Sasuke vs Bee (143)
16. Jutsul Interzis care distruge sate intregi, mostenirea (144-151)
17. Vești neplăcute, modul emerit (152-156)
18. Konoha, sub asalt (157-175)
19. Răul vine peste Konoha, Al Saselea Hokage (197)
20. Întâlnirea celor 5 Kage, asaltul lui Sasuke (198-204)
21. Declarația de război (205)
22. Sentimentele lui Sakura, Killer Bee vs Kisame (206-208)
23. Danzo vs Sasuke vs Naruto (208-217)
24. Forțele celor cinci națiuni se mobilizează (218)
25. Kakashi Hatake, Hokage (219)
26. Profeția (220-221)
27. Navigarea pe mare (222-243)
28. Killer Bee și Motoi (244)
29. Ultima provocare! Noua-Cozi vs. Naruto! (245-249)
30. Fortele Shinobi Aliate se aduna (256-262)
31. Capcana lui Zetsu Alb (279-283)
32. Naruto se arunca in lupta (296-320)
33. Cei cinci Kage se aduna (323-324)
34. Jinchuuriki vs Jinchuuriki (326-329)
35. Patru cozi si Kurama (330-341)
36. Intoarcerea lui Orochimaru (341-348)
37. Tehnica Fortelor Shinobi Aliate (363-369)
38. Sasuke se alatura Konohei, respectiv Naruto (370-373)
39. Jinchuuriki-ul lui Zece Cozi (378-387)
40. Uchiha Madara se ridica (391-392)
41. Uchiha Madara vs Satul Konoha, Bijuu (393)
42. Examenele Chunin (394-413)
43. Naruto, Sasuke Uchiha pe patul mortii (414-421)
44. Konohamaru invata Rasengan (422-423)
45. Naruto si Sasuke versus Madara (423-425)
46. Tsukuyomi infinit (426-452)
47. Durerea de a trai (453)
48. Dorinta lui Shisui (454)
49. Noaptea luminata de luna(455)
50. Intunericul din Akatsuki(456)
51. Partener(457)
52. Adevar(458)

## Lista Episoade Filler

### Naruto - Lista Episoade Filler
26, 97, 101-106, 136-140, 143-219

### Naruto: Shippuden - Lista Episoade Filler
57-71, 90-112, 127-128, 144-151, 170-171, 176-196, 223-242, 257-260, 271, 279-281, 284-295, 303-320, 347-361, 376-377, 388-390, 394-413, 416-417, 419, 422-423, 427-458, 460-462, 464-468, 480-483

## Lumea din Naruto

### Grade Ninja
- Student Academie - Studenții învață la academie cum să devină ninja.
- Genin - Cel mai inferior grad ninja. Misiunile genin se desfășoară în echipe de 3, acestea fiind conduse de un Jounin (un ninja de elită). Geninii fac misiuni de gradul C și D.
- Chunin - este gradul ninja mediu. Chuninii sunt aleși lideri de echipă și fac misiuni de gradul B și C.
- Jounin Special - este un grad de pregatire pentru a deveni Jounin.Ei nu antreneaza pe nimeni spre deosebire de Jounini.Ei fac missiuni de gradul B si A si foarte rar de grad S.
- Jounin - este un ninja de elită. Jouninii sunt aleși antrenori pentru echipele de genini și fac misiuni de gradul A și S.
- Sannin - Înseamnă "Cei Trei Ninja". Este denumirea dată de Hanzo echipei formate din Orochimaru, Jiraiya, Tsunade care l-au impresionat cu aptitudinile lor.
- Kage - sunt conducătorii satelor shinobi. Kage, înseamnă lit. 'Umbră'. Fiecare dintre satele acunse ale celor Cinci Mari Națiuni Shinobi au câte un astfel de Ninja. Ei se numesc: Hokage (Umbra Focului; se află în Satul Ascuns între Frunze), Kazekage (Umbra Vantului; se află în Satul Ascuns în Nisip), Mizukage (Umbra Apei; se află în Satul Ascuns în Ceață), Raikage (Umbra Fulgerului; se află în Satul Ascuns în Nori), Tsuchikage (Umbra Pământului; se află în Satul Ascuns între Stânci). De asemenea, există și Hoshikage (Umbra Urșilor; se află în Satul Ascuns sub Stele), și Otokage (Umbra Sunetului; se află în Satul Ascuns în Sunet) însă nu sunt recunoscuți oficial de conducătorii celor Cinci Mari Națiuni Shinobi.

### Alte titluri ninja
- ANBU - înseamnă "Secția Ascunsă", inițialele venind de la "Escadroanele de Asasinate și Tactici Speciale" în japoneza: Forțele Speciale Ninja - ei primesc misiuni care privesc direct securitatea satului din care provin, misiunile lor sunt de cele mai multe ori misiuni de rang S și identitățile membrilor acestor escadroane sunt secrete. Tehnic ANBU este o funcție mai mult decât un rang sau grad ninja. (ex: Yamato)
- Anbu Ne - este o diviziune a ANBU, condusă de un ninja bătrân pe nume Danzou. Această secție este cunoscută deoarece Danzou lucra împotriva celui de-al treilea Hokage. (ex: Sai)
- Ninja-medic - sunt ninja cu abilități medicale. Își folosesc tehnicile pentru a trata alți shinobi. (ex: Tsunade, Sakura, Ino, Shizune, Kabuto)
- Ninja-urmăritor - shinobi abili, antrenați pentru căutarea și omorârea acelor ninja care au trădat satul în care se aflau. (ex: Haku)
- Nukenin - Shinobi care a trădat și părăsit satul în care se afla. (ex: Zabuza, Itachi, Kisame[restul Akatsuki])

### Bijuu
1.Shukaku/Ichibi - Acest bijuu (demon) este specific Satului Ascuns în Nisip și are o coadă. El a fost închis în fiul celui de-al patrulea Kazekage, Gaara. Demonul iese la iveală când Gaara adoarme iar când acesta se trezește demonul dispare. A fost capturat de Akatsuki(Deidara si Sasori)
2.Matatabi/Nibi - Acest bijuu este specific Satului Ascuns în Nori. Demonul este o pisică cu 2 cozi ce are puteri bazate pe foc. Nibi este închisă într-o fată pe nume Nii Yugito, din Satul Ascuns în Nori. Ea se află pe locul doi în sat ca ninja și are puterea de a se transforma complet în pisică de câte ori dorește. Ea este urmărită de Akatsuki(Hidan si Kakuzu) pentru a extrage demonul din ea la fel ca în cazul lui Gaara. Yugito va muri ca rezultat al extragerii demonului pisică.
3.Isobu/Sanbi - Acest bijuu este asemănător din unele puncte de vedere cu o broască țestoasă și are 3 cozi. Faptul că nu are o gazdă îl face mai slab, mai vulnerabil pentru că nu este destul de inteligent pentru a își controla singur puterea. Are mărimi impresionante și o viteză uimitoare.Sanbi avea ca gazda pe al 4-lea mizukage,dar dupa moartea acestuia Sanbi devine fără gazda.Dupa ce Akatsuki (Deidara si Tobi)  ii captureaza pe Sanbi,pentru al sigila.
4.Son Goku/Yonbi - Acest bijuu este specific Satului Ascuns în Pietre. Demonul este o maimuță cu patru cozi ce are puteri bazate pe lavă. Yonbi este închis într-un bătrân numit Roshi. A fost capturat de Akatsuki(Kisame si Itachi)
5.Kokuo/Gobi - Acest bijuu este un cal alb cu 5 cozii. Gazda  este un barbat pe nume Han ce provine din satul pietrei .Este capturat de Akatsuki inainte de sezonul Shippuden
6.Saiken/Rokubi - Este un bijuu specific satului ascuns in Ceata sigilat in corpul unui ninja dezertor pe nume Utakata. Rokubi este un limax alb cu 6 cozi . A fost capturat de Akatsuki (Pein)
7.Chomei/Nanabi - Acest bijuu este un gandac cu 7 cozi 6 din ele fiind aripi iar a 7 o coada. Gazda provine din satul ascuns al cascadei si a fost capturat de Akatsuki inainte de seria Shippuden
8.Gyuki/Hachibi -  Este specific satului ascuns in Nori si gazda acestui bijuu este "fratele" actualului Raikage, Killer Bee, care are tatuaje pe față. El poartă în spate 7 katane,iar mai tarziu ii fura lui kisame sabia sa,Samehada. De asemenea, este foarte arogant și încrezător, iar cand vorbeste are un accent de rapp. Hachibi este o combinatie de taur si caracatita, iar cele 8 cozi ale lui iau forma unor tentacule de caracatiță. Killer Bee are control absolut asupra lui Hachibi, chiar se ințeleg între ei. Acest bijuu si kyuubi sunt singurii care nu au fost capturati de Akatsuki.
9.Kurama/Kyuubi - Acest bijuu este vulpea cu 9 cozi, specific Satului Ascuns între Frunze, care a fost închis de al patrulea Hokage în fiul său, Naruto pentru a proteja Satul Ascuns între Frunze de furia sa. Naruto capătă puterile și chakra demonului de fiecare dată când nu își mai poate controla ura. Inainte ca Naruto sa fie gazda lui Kyuubi acesta a fost sigilat in sotia primului Hokage si apoi in mama lui Naruto, Kushina. Aceasta stia momentul in care sigiliul este foarte slabit, adica in momentul unei nasteri. Nu se stie cum dar Obito Uchiha(Tobi) stia de acest lucru si a profitat extragandul pe Kyuubi din gazda sa si obligand-ul sa atace satul. Al patrulea reuseste sa il scoata pe Kyuubi de sub controlul lui Tobi si sigileaza jumatatea Yin din chakra in corpul sau dupa care sigileaza vulpea cu jumatatea Yang de chakra in corpul lui Naruto. Într-un capitol din seria Manga aflăm că numele real al lui Kyuubi este Kurama.
10.Juubi - Acest bijuu este cel mai puternic dintre demoni, care este o fuziune a tuturor celorlalte nouă bestii cu coadă. Juubi a fost divizat în cei nouă bijuu de către gazda sa, înțeleptul Rikudo Sennin(Hagoromo Ōtsutsuki). Așa-zisul Tobi(tipul cu mască ce deține Sharingan la ochiul drept, și Rinnegan la cel stâng), liderul Akatsuki, vrea sa captureze toate bestiile cu coadă pentru a-l reface pe Juubi, pentru a deveni el Jinchuuriki-ul lui Juubi si a avea puterea lui si sa transforme luna intr-un ochi de Sharingan ca toata lumea sa fie intr-un Tsukuyomi nesfarsit in care puteau sa isi vada rudele decedate sau visele implinite.

### Tehnici jutsu
Categorii:
1.Genjutsu – O formă specială de ninjutsu. Genjutsu sunt de obicei forme de control al minții. Aceste tehnici cauzează adversarilor halucinații, băgându-i într-o stare asemănătoare cu hipnoza, iluzia afectând toate cele 5 simțuri. Tehnicile de tip Genjutsu sunt folosite pentru a imobiliza sau induce adversarii în eroare.
2.Ninjutsu – Ninjutsu este arta de a face semne cu mâna și a modela chakra pentru a executa un jutsu. Executarea tehnicilor ninjutsu se face folosind mișcări distinctive ale mâinilor și eliberând chakra. Ninjutsu este cel mai folosit tip de atac din cele trei categorii.
3.Taijutsu - În traducere Tehnici Corporale. Taijutsu este lupta corp la corp, care face parte din antrenamentul ninja. Taijitsu are de-a face cu o varietate de mișcări, mai lente sau mai rapide. Variația lor depinde de cantitatea de chakra folosită. Sunt cunoscuți doar doi specialiști în lupta corp la corp în serie (Guy și Rock Lee).
Subcategorii:
1.Doujutsu – Doujutsu sunt executate cu ochiul. De obicei aceste tehnici sunt tehnici ereditare (kekkei genkai). Byakuganul și Sharinganul împreuna cu Rineganul sunt forme de doujutsu avansate.
2.Hijutsu – Hijutsu sunt în special tehnici care pot fi executate doar de un anumit ninja, clan sau sat. Acestea sunt tehnicile dezvoltate de un anumit clan. De foarte multe ori, aceste tehnici sunt cel mai puternic atac pe care îl execută un ninja. Sunt foarte multe Hijutsu diferite în serie. Tehnicile ereditare (kekkei genkai/bloodline limit) sunt considerate tehnici Hijutsu.
3.Kinjutsu - Kinjutsu sunt considerate ilegale și proscrise de către conducătorii satelor. Tehnicile Kinjutsu sunt extrem de puternice și pot cauza pagube enorme când sunt folosite. De asemenea pot avea efecte secundare foarte neplăcute asupra utilizatorului sau pentru a fi făcute ar putea fi necesar un sacrificiu.
4.Kuchiyose no Jutsu - În traducere Tehnici de convocare. Kuchiyose no Jutsu se folosesc de sângele persoanei care utilizează tehnica pentru a convoca și controla un anumit animal. Unele din animalele convocate pot vorbi în timp ce altele nu pot.
5.Fuuinjutsu - În traducere Tehinici de sigilat. Fuuinjutsu necesită cunoaștere de sigilii și fundamentul lor. Doar gradele ninja înalte (Jounini de elită, Sannini, Kage și chiar uni ninja dispăruți) pot executa aceste tehnici.
6.Kekkei Genkai - Acestea sunt tehnici ereditare care pot fi folosite doar de un clan de ninja ce consta in combinarea a doua elemente formand unul nou
7.Kekkei Mora - Acestea sunt tehnici ereditare care pot fi folosite doar de un clan de ninja ce consta in combinarea a trei elemente formand unul nou
8.Senjutsu - Acesta este un fel de jutsu pe care il folosesc broastele de pe muntele myoboku , Jiraiya si Naruto